# Scheldeland in Stoom
Scheldeland in Stoom is een tweedaags festival in Baasrode en Puurs, waarbij oude stoom- en diesellocomotieven langs de  10 kilometer lange museumlijn tussen Baasrode-Noord en Oppuurs rijden. De treinen houden daarbij halt aan onder meer het oude fort van Sint-Pietersburcht. Het festival vindt jaarlijks plaats. De eerste editie werd in 2006 georganiseerd. In 2020 en 2021 mocht er omwille van de coronamaatregelen geen editie plaatsvinden.
Het festival wordt georganiseerd door de vzw Stoomtrein Dendermonde-Puurs, die naast de oude locomotieven die het zelf beheert, telkens unieke treinen uit binnen- en buitenland laat overbrengen. Het transport van deze locomotieven naar de museumlijn gebeurt steeds per baanvervoer.